# St. Georgen am Reith
St. Georgen am Reith, Sankt Georgen am Reith – gmina w Austrii, w kraju związkowym Dolna Austria, w powiecie Amstetten, w rejonie Mostviertel. Według Austriackiego Urzędu Statystycznego liczyła 564 mieszkańców (1 stycznia 2014).